# Иоанникий (Сенютович)

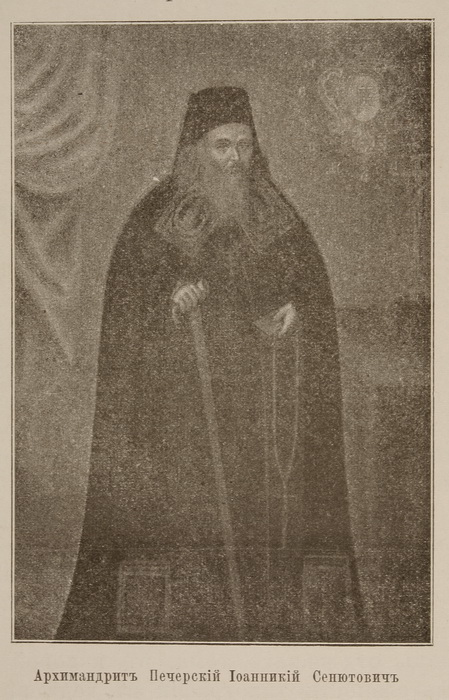
Портрет Иоанникия кон. XVII в.

Иоанни́кий Сенюто́вич (Прота́сов; середина XVII века, Сосница — 12 ноября 1729, Киев) — архимандрит Киево-Печерской лавры.
В 1713 году Иоанникий упоминается как игумен Михайловского Златоверхого монастыря. При митрополите Иоасафе (Кроковском) Иоанникий Сенютович был архидиаконом, поскольку Иоасаф был уже престарелый, то все дела в митрополии решал Иоанникий, сохранилось послание Феофана Прокоповича к Сенютовичу, в котором Феофан льстил и заискивал перед ним, видя в нём настоящего правителя митрополии. 24 июля 1715 года Иоанникий — архимандрит Киево-Печерской лавры до своей смерти, 12 ноября 1729 года. В 1717 году Иоанникий, вместе с другими священниками, поставил свою подпись под грамотой, свидетельствуя о том, что найдена древняя рукопись Соборного деяние на еретика Арменина, на мниха Мартина. Рукопись и грамота были посланы в Москву.. Впоследствии выяснилось, что древний документ не был найден, а был сфальсифицирован. В 1722 году царь Пётр I приказал Синоду подобрать кандидатов на должность епископа Иркутского было выбрано двое: Иоанникий и флотский иеромонах Рафаил (Заборовский), ни один из них в итоге не стал епископом Иркутским. Иоанникий —противник вмешательства Москвы в украинские церковные дела, покровитель искусства.